# Rochovce
Rochovce este o comună slovacă, aflată în districtul Rožňava din regiunea Košice. Localitatea se află la altitudinea de 371 m deasupra n.m., se întinde pe o suprafață de 8,33 km2 și în 2017 număra 349 de locuitori. Se învecinează cu comuna Magnezitovce.

## Istoric
Localitatea Rochovce este atestată documentar din 1318.

## Demografie
| An:                | 1994 | 2004   | 2014   | 2024   |
| ------------------ | ---- | ------ | ------ | ------ |
| Număr de persoane: | 297  | 322    | 339    | 366    |
| Diferență:         |      | +8,41% | +5,27% | +7,96% |

| An:                | 2023 | 2024   |
| ------------------ | ---- | ------ |
| Număr de persoane: | 363  | 366    |
| Diferență:         |      | +0,82% |